# Pierre Nemours
Pour les articles homonymes, voir Nemours (homonymie).
Ne doit pas être confondu avec Pierre Demours.
Pierre Nemours, nom de plume de Pierre Guillemot, né le 2 août 1920 à Paris et mort le 22 août 1982 à Saint-Pierre-lès-Nemours (Seine-et-Marne), est un journaliste-écrivain français, auteur de roman policier, de roman d'espionnage et de roman de guerre.

## Biographie
D'origine bretonne, tôt versé dans la littérature et l'écriture, après avoir été correspondant de guerre au sortir du conflit mondial 39-45, il traduit plusieurs romans policiers anglo-saxons, avant d'entamer sa carrière de journaliste au Maroc jusqu'en 1960. Elle se poursuit à Bruxelles, au cœur du Marché Commun, jusqu'en 1963 où il est le correspondant d'une agence de presse parisienne, l'Agence centrale de presse, et staff reporter pour divers journaux anglais. De retour en France, il s'installe à Saint-Pierre-les-Nemours ce qui lui inspirera son pseudonyme et se consacre à l'écriture en parallèle de son activité de journaliste.
Auteur prolifique des éditions Fleuve noir, il publie en 1963 son premier roman d'espionnage, Mise à mort. Dans ce genre littéraire, il fait paraître en 1970, Yung Ho s'est mise à table pour lequel il est lauréat des palmes d'or du roman d'espionnage. Il alterne jusqu'en 1982 cinquante et un romans d'espionnage, quarante-neuf romans policiers et neuf romans de guerre et deux romans historiques.  
Selon le Dictionnaire des littératures policières, « l'ensemble de ses œuvres qu'elles soient policières ou qu'elles appartiennent à des registres voisins, se distingue davantage par son souci documentaire que par l'originalité de ses intrigues ».

## Œuvre

### Romans
Tous ses romans sont publiés dans trois collection des éditions Fleuve noir.

#### Dans la collectionSpécial Police
- Hélène, la mort et moi no 392 (1964)
- Chez Crinne no 433 (1964)
- Eh bien, chantez maintenant no 455 (1965)
- Quelque chose de pourri no 493 (1965)
- Scotland Yard fournit l'alibi no 507 (1966), réédition no 1618 (1980)  (ISBN 2-265-01518-0)
- La Nuit de Kéa no 532 (1966)
- Meurtre en gros plan no 592 (1967)
- Rubis sur l'onde no 627 (1967)
- Rengainez, c'est une erreur no 656 (1968)
- Mes morts... d'outre-tombe no 687 (1968)
- Pas de héros à Baskerville no 718 (1969)
- La mort attend à Killadoon no 736 (1969)
- Tant pis pour la casse no 761 (1969)
- Le Gang des honnêtes gens no 796 (1970) ; réédition no 1681 (1981)  (ISBN 2-265-01768-X) ; réédition en 2017 chez French Pulp éditions (ISBN 9791025102428)
- La Tête de l'emploi no 839 (1970)
- Un train d'enfer no 870 (1970)
- Notre-Dame n'est pas dans le coup no 903 (1971)
- Ma première cliente blanche no 942 (1972)
- Qui étais-tu Samantha ? no 958 (1972)
- Le Safari de la vengeance no 983 (1973)
- Rêver avec toi no 1015 (1973)
- Fantasia pour un meurtre no 1026 (1973)
- Treize témoins à décharge no 1039 (1973)
- Le Journal de Donatien Mourgues no 1065 (1973)
- La Mort sur un volcan no 1089 (1974)
- La Longue Nuit d'Alice Fairfield no 1112 (1974), réédition no 1647 (1981)  (ISBN 2-265-01621-7)
- Le Challenger no 1133 (1974)
- La Mort au tournant no 1165 (1975)
- Un blues et du sang no 1180 (1975)
- Le Cottage de la peur no 1226 (1975)
- Mort d'un chinois no 1242 (1976)
- Les noirs jouent et gagnent no 1270 (1976)  (ISBN 2-265-00095-7)
- Sa Sainteté le crime no 1294 (1976)  (ISBN 2-265-00190-2)
- Un coup de main pour le F.B.I. no 1330 (1977)  (ISBN 2-265-00344-1)
- Les Pirates de Cyrnos no 1350 (1977)  (ISBN 2-265-00416-2)
- Sinistre et Compagnies no 1402 (1978)  (ISBN 2-265-00620-3)
- Du sang au "Double Oxer" no 1424 (1978)  (ISBN 2-265-00733-1)
- La Route du Rio Grande no 1451 (1978)  (ISBN 2-265-00812-5)
- Dans la logique du crime no 1467 (1979)  (ISBN 2-265-00906-7)
- La Valse du Tennessee no 1502 (1979)  (ISBN 2-265-01052-9)
- Massacre aux lampions no 1534 (1979)  (ISBN 2-265-01156-8)
- Mort soudaine à Hollywood no 1556 (1979)  (ISBN 2-265-01242-4)
- Otages, ô désespoir ! no 1572 (1979)  (ISBN 2-265-01311-0)
- Exécutions au Capitole no 1597 (1979)  (ISBN 2-265-01386-2)
- Un viol sans importance no 1622 (1981)  (ISBN 2-265-01542-3)
- On demande un nègre no 1652 (1981)  (ISBN 2-265-01653-5)
- Un môme sans illusion no 1685 (1981)  (ISBN 2-265-01764-7)
- Delphine ou le crime parfait no 1712 (1982)  (ISBN 2-265-01922-4)
- Attention ! Un crime peut en cacher un autre no 1777 (1982)  (ISBN 2-265-02205-5)

#### Dans la collectionEspionnage
- Mise à mort no 369 (1963)
- Opération silence no 402 (1963)
- Le traître est parmi vous no 432 (1964)
- Alerte à Lisbonne no 461 (1964)
- Le Signe du scorpion no 467 (1965)
- Les Dockers de la nuit no 481 (1965)
- Les Conjurés d'Assouan no 525 (1966)
- Triple jeu no 546 (1966)
- Rien que des hommes no 585 (1967)
- À 6 heures... au "Calice" no 615 (1967)
- Liquidez Mercure ! no 649 (1968)
- La Part du feu no 690 (1968)
- Numéro 2 est passé à l'Est ! no 728 (1969)
- La Guerre pour Koenigsberg no 768 (1969)
- Le Dossier "Opéra" no 772 (1969)
- Feu rouge pour Apollo no 796 (1969)
- Yung Ho s'est mise à table no 844 (1970)
- À la santé du général no 856 (1970)
- Les Séides de Mars no 883 (1971)
- Le Général et les Otages no 916 (1971)
- Le Général et les Dauphins no 937 (1972)
- Le Général et le Zombi no 956 (1972)
- L'anti-général no 974 (1972)
- Le général passe au falot no 1009 (1973)
- Le Général et les Tueurs de Kali no 1028 (1973)
- Sauvez l'Irlande, général ! no 1040 (1973)
- Le Général et les Affreuses no 1065 (1973)
- David et le Général no 1088 (1974)
- Le Général contre le samouraï no 1108 (1974)
- Le Général à Singapour no 1153 (1974)
- Bienvenue à Miami, général no 1168 (1975)
- Le Général chez les canaques no 1184 (1975)
- Le général tire le glaive no 1214 (1975)
- Le Général et le Roi Midas no 1231 (1976)
- Un appel de Kinshasa, Général ! no 1259 (1976)
- S.O.S. Caraïbes, général no 1288 (1976)  (ISBN 2-265-00157-0)
- Le Général et les Pêcheurs d'Islande no 1320 (1977)}  (ISBN 2-265-00264-X)
- Le Général et les Squatters de l'Équateur no 1369 (1977)  (ISBN 2-265-00465-0)
- Vive l'écologie, général no 1390 (1977)  (ISBN 2-265-00551-7)
- Le Général dans l'enfer vert no 1401 (1978)  (ISBN 2-265-00609-2)
- Le Général et l'Anti-Babel no 1440 (1978)  (ISBN 2-265-00776-5)
- Le Général contre les Brigades rouges no 1450 (1978)  (ISBN 2-265-00833-8)
- Le Général et les Petites Chinoises no 1482 (1979)  (ISBN 2-265-01018-9), réédition  Édito-Services, coll. « Classiques de l'espionnage » (1979)
- Le Général au plateau d'Albion no 1512 (1980)  (ISBN 2-265-01170-3)
- Le Général et l'Épervier no 1522 (1980)  (ISBN 2-265-01232-7)
- Le Général dans le cyclone no 1526 (1980)  (ISBN 2-265-01260-2)
- Labo spatial : S.O.S. ! Général no 1627 (1982)  (ISBN 2-265-01832-5)
- Le Général sur la route de l'uranium no 1645 (1982)  (ISBN 2-265-01919-4)
- Le Général et les Pirates du Pacifique no 1655 (1982)  (ISBN 2-265-01967-4)
- Les Prisonniers de Quaïtbaï no 1661 (1982)  (ISBN 2-265-02009-5)

#### Dans la collection Feu
- Toucher Naples et mourir no 46 (1966)
- Les Vaincus du Péloponnèse no 56 (1966)
- Le Commando de la soif no 76 (1967)
- La Harpe et le Glaive no 80 (1967)
- La Harka no 91 (1968)
- Rouge comme le sang no 97 (1968)
- Un B17 nommé Dixie no 111 (1969)
- Les De Jong de Stilfontein no 118 (1969)
- La Terre de ses ancêtres no 138 (1970)

### Sources
: document utilisé comme source pour la rédaction de cet article.
- Claude Mesplède (dir.), Dictionnaire des littératures policières, vol. 2 : J - Z, Nantes, Joseph K, coll. « Temps noir », 2007, 1086 p. (ISBN 978-2-910-68645-1, OCLC 315873361), p. 417-418.